# Bradford Bolen
Bradford Bolen –conocido como Brad Bolen– (22 de enero de 1989) es un deportista estadounidense que compite en judo. Ganó tres medallas en el Campeonato Panamericano de Judo entre los años 2010 y 2013.

## Palmarés internacional
| Campeonato Panamericano | Campeonato Panamericano    | Campeonato Panamericano | Campeonato Panamericano |
| Año                     | Lugar                      | Medalla                 | Categoría               |
| ----------------------- | -------------------------- | ----------------------- | ----------------------- |
| 2010                    | San Salvador (El Salvador) | Medalla de oro          | –66 kg                  |
| 2012                    | Montreal (Canadá)          | Medalla de bronce       | –66 kg                  |
| 2013                    | San José (Costa Rica)      | Medalla de bronce       | –66 kg                  |